# نوریکو میزوگوچی
نوریکو میزوگوچی (انگلیسی: Noriko Mizoguchi؛ زادهٔ ۱۹۷۱) جودوکار اهل ژاپن بود.
وی در مسابقات کشوری و بین‌المللی در مجموع برندهٔ ۱ مدال نقره، ۱ مدال برنز شده‌است.